# Habenaria repens
Habenaria repens es una especie de orquídea generalizadas en toda América desde México y la Indias Occidentales al sur de Argentina, así como en el sureste de los Estados Unidos desde Tejas y Oklahoma al este de Florida y las Carolinas, además de una población aislada en Virginia.

## Descripción
Es una orquídea de pequeño a gran tamaño, con hábito terrestre que se encuentra en el agua estancada como una orquídea acuática en pantanos, zanjas de carretera y canales o como terrestre en zonas pantanosas y es la especie de Habenaria más ampliamente distribuida en los EE. UU.. Tiene tubérculos en forma de higo y las raíces son peludas con un tallo erecto que llevan varias hojas, linear-lanceoladas, agudas a acuminadas, juntas basales que son reducidas a brácteas hacia el ápice del tallo. Esta orquídea puede florecer en cualquier época del año y se produce en una erecta y densamente florecido, racimo terminal con 10 a 50 flores.

## Propiedades
Un compuesto fenólico llamado habenariol se puede encontrar en H. repens. Actúa como un elemento de disuasión de alimentación de los predadores.

## Taxonomía
Habenaria repens fue descrita por Thomas Nuttall y publicado en The Genera of North American Plants 2: 190. 1818.
Veriedades aceptadas
- Habenaria repens var. maxillaris (Lindl.) Garay

Sinonimia
- Habenaria aranifera Lindl.
- Habenaria nuttallii Small
- Habenaria palustris Acuña
- Habenaria paucifolia var. estolonifer M.N.Correa
- Habenaria pseudorepens Schltr.
- Habenaria radicans Griseb.
- Habenaria sceptrodes Rchb.f.
- Habenaria tricuspis A.Rich.
- Mesicera repens (Nutt.) Raf.
- Orchis repens (Nutt.) Alph.Wood
- Orchis repens (Nutt.) Raf.
- Platanthera foliosa Brongn.
- Platanthera repens (Nutt.) Alph.Wood[17][18]